# نيل كاسادي
نيل كاسادي (بالإنجليزية: Neal Cassady)‏ هو كاتب وشاعر أمريكي، ولد في 8 فبراير 1926 في سولت ليك في الولايات المتحدة، وتوفي في 4 فبراير 1968 في سان ميغيل دي الليندي في المكسيك.

## وصلات خارجية
- نيل كاسادي على موقع IMDb (الإنجليزية)
- نيل كاسادي على موقع ميوزك برينز (الإنجليزية)
- نيل كاسادي على موقع إن إن دي بي (الإنجليزية)
- نيل كاسادي على موقع قاعدة بيانات الفيلم (الإنجليزية)